# Dir en greyやろうぜ
『Dir en greyやろうぜ』（ディル・アン・グレイ・やろうぜ）は、1999年10月2日に発売されたDIR EN GREY(当時の表記はDir en grey)のムック本。

## 概説
- Dir en greyの初書籍。
- バンド・ヒストリー、インタビュー、バンドスコア(後述)、撮りおろし写真集などが収録されている。
- また、当時のライブ＆レコーディング使用機材完全解説や、ヘアメイク・コスチュームの解説、パート別の基礎練習講座など。
- 特別付録にオルジナルステッカーが付録。

### バンドスコア・曲解説
1. アクロの丘（3rdシングル）
2. 残-ZAN-（4thシングル）
3. ゆらめき（5thシングル）
4. Cage（6thシングル）
5. 予感（7thシングル）

### 対談
- ボーカルの京と、清春 (Sads) の対談が収録されている。